# Frank Acheampong
Frank Acheampong (Accra, 16 ottobre 1993) è un calciatore ghanese, attaccante dell'Henan.

## Carriera

### Club

#### Buriram United
Anche se molto giovane, nella stagione 2011-2012 gioca nella squadra thailandese Buriram United andando in rete con frequenza e vincendo sia la Thai FA Cup che la Thai League Cup.

#### Anderlecht
Aggregato alla formazione giovanile vince il Torneo di Viareggio 2013 segnando anche una doppietta nella finale. Il 16 aprile 2013 ha firmato per i campioni belgi per un compenso di 1 milione di euro.
Il 28 luglio seguente, ha esordito in campionato contro Lokeren subentrando al 70º minuto nella sconfitta per 3 a 2. Nella vittoria per 4-1 su KAA Gent, segna il suo primo gol in Belgio.
Nella stagione 2013-2014 ha esordito in Champions League il 17 settembre contro il Benfica e complessivamente ha giocato 4 partite nella fase a gironi.Totalizza 18 presenze e 3 gol in Pro League.
La stagione seguente con la squadra belga totalizza 35 presenze e 2 gol fra campionato e play-off scudetto di Division I 2014-2015 e 6 presenze in UEFA Champions League 2014-2015. L'anno seguente segna una doppietta nella sfida di ritorno dei sedicesimi di UEFA Europa League 2015-2016 contro l' Olympiacos.

#### Tianjin Teda
Il 13 luglio 2017, l'Anderlecht ha annunciato che Acheampong era entrato a far parte della squadra cinese della Super League Tianjin Teda con un prestito di sei mesi con diritto di riscatto. Ha esordito il 22 luglio 2017, segnando quattro reti in 12 presenze nella stagione 2017 ed assicurando la permanenza di Tianjin Teda nella massima serie per la stagione successiva.
L'8 novembre 2017, Tianjin Teda ha esercitato l'opzione per riscattare definitivamente il calciatore. Nella stagione seguente inizia a segnare con molta continuità nella Chinese Super League 2018.

### Nazionale
Dal 2012 fa parte della nazionale Ghanese di calcio con il quale ha perso in finale la Coppa d'Africa 2015 e partecipato all'edizione del 2017. Finora ha giocato 21 partite con 2 gol. Ha trovato il primo gol il 10 settembre 2013 contro il Giappone.
Nel 2013 ha giocato inoltre anche 8 partite segnando 3 gol nella selezione del Ghana Under-20.

## Statistiche

### Presenze e reti nei club
Statistiche aggiornate al 10 novembre 2020.
| Stagione            | Squadra             | Campionato          | Campionato | Campionato | Coppe nazionali | Coppe nazionali | Coppe nazionali | Coppe continentali | Coppe continentali | Coppe continentali | Altre coppe | Altre coppe | Altre coppe | Totale | Totale |
| Stagione            | Squadra             | Comp                | Pres       | Reti       | Comp            | Pres            | Reti            | Comp               | Pres               | Reti               | Comp        | Pres        | Reti        | Pres   | Reti   |
| ------------------- | ------------------- | ------------------- | ---------- | ---------- | --------------- | --------------- | --------------- | ------------------ | ------------------ | ------------------ | ----------- | ----------- | ----------- | ------ | ------ |
| gen.-giu. 2013      | Anderlecht          | D1                  | 0          | 0          | CB              | 0               | 0               | UCL                | -                  | -                  | SB          | -           | -           | 0      | 0      |
| 2013-2014           | Anderlecht          | D1                  | 18+6       | 3          | CB              | 2               | 1               | UCL                | 6                  | 0                  | SB          | 0           | 0           | 32     | 4      |
| 2014-2015           | Anderlecht          | D1                  | 25+10      | 2          | CB              | 4               | 1               | UCL+UEL            | 6+2                | 0                  | SB          | 1           | 0           | 48     | 3      |
| 2015-2016           | Anderlecht          | D1                  | 20+8       | 4+1        | CB              | 1               | 0               | UEL                | 9                  | 4                  | -           | -           | -           | 38     | 9      |
| 2016-2017           | Anderlecht          | D1                  | 20+9       | 2+1        | CB              | 2               | 0               | UCL+UEL            | 2+14               | 0+3                | -           | -           | -           | 47     | 6      |
| Totale Anderlecht   | Totale Anderlecht   | Totale Anderlecht   | 83+33      | 11+2       |                 | 9               | 2               |                    | 39                 | 7                  |             | 1           | 0           | 165    | 22     |
| 2017                | Tianjin Teda        | CSL                 | 12         | 4          | CC              | 0               | 0               | -                  | -                  | -                  | -           | -           | -           | 12     | 4      |
| 2018                | Tianjin Teda        | CSL                 | 26         | 17         | CC              | 0               | 0               | -                  | -                  | -                  | -           | -           | -           | 26     | 17     |
| 2019                | Tianjin Teda        | CSL                 | 30         | 9          | CC              | 1               | 0               | -                  | -                  | -                  | -           | -           | -           | 31     | 9      |
| 2020                | Tianjin Teda        | CSL                 | 12+6       | 0+4        | CC              | 4               | 1               | -                  | -                  | -                  | -           | -           | -           | 22     | 5      |
| Totale Tianjin Teda | Totale Tianjin Teda | Totale Tianjin Teda | 80+6       | 30+4       |                 | 5               | 1               |                    | -                  | -                  |             | -           | -           | 91     | 35     |
| 2021                | Shenzhen            | CSL                 | 22         | 5          | CC              | 3               | 0               | -                  | -                  | -                  | -           | -           | -           | 25     | 5      |
| 2022                | Shenzhen            | CSL                 | 24         | 8          | CC              | 0               | 0               | -                  | -                  | -                  | -           | -           | -           | 24     | 8      |
| 2023                | Shenzhen            | CSL                 | 14         | 5          | CC              | 0               | 0               | -                  | -                  | -                  | -           | -           | -           | 14     | 5      |
| Totale Shenzhen     | Totale Shenzhen     | Totale Shenzhen     | 60         | 18         |                 | 3               | 0               |                    | -                  | -                  |             | -           | -           | 63     | 18     |
| 2024                | Henan               | CSL                 | 2          | 0          | CC              | 0               | 0               | -                  | -                  | -                  | -           | -           | -           | 2      | 0      |
| Totale carriera     | Totale carriera     | Totale carriera     | 264        | 65         |                 | 17              | 3               |                    | 39                 | 7                  |             | 1           | 0           | 321    | 75     |

### Cronologia presenze e reti in nazionale
| Cronologia completa delle presenze e delle reti in nazionale ― Ghana | Cronologia completa delle presenze e delle reti in nazionale ― Ghana | Cronologia completa delle presenze e delle reti in nazionale ― Ghana | Cronologia completa delle presenze e delle reti in nazionale ― Ghana | Cronologia completa delle presenze e delle reti in nazionale ― Ghana | Cronologia completa delle presenze e delle reti in nazionale ― Ghana | Cronologia completa delle presenze e delle reti in nazionale ― Ghana | Cronologia completa delle presenze e delle reti in nazionale ― Ghana |
| Data                                                                 | Città                                                                | In casa                                                              | Risultato                                                            | Ospiti                                                               | Competizione                                                         | Reti                                                                 | Note                                                                 |
| -------------------------------------------------------------------- | -------------------------------------------------------------------- | -------------------------------------------------------------------- | -------------------------------------------------------------------- | -------------------------------------------------------------------- | -------------------------------------------------------------------- | -------------------------------------------------------------------- | -------------------------------------------------------------------- |
| 15-8-2012                                                            | Xi'an                                                                | Cina                                                                 | 1 – 1                                                                | Ghana                                                                | Amichevole                                                           | -                                                                    | 60’                                                                  |
| 10-9-2013                                                            | Saitama                                                              | Giappone                                                             | 3 – 1                                                                | Ghana                                                                | Amichevole                                                           | 1                                                                    |                                                                      |
| 1-2-2015                                                             | Malabo                                                               | Ghana                                                                | 3 – 0                                                                | Guinea                                                               | Coppa d'Africa 2015 - Quarti di finale                               | -                                                                    | 79’                                                                  |
| 5-2-2015                                                             | Malabo                                                               | Ghana                                                                | 3 – 0                                                                | Guinea Equatoriale                                                   | Coppa d'Africa 2015 - Semifinale                                     | -                                                                    | 82’                                                                  |
| 8-2-2015                                                             | Bata                                                                 | Costa d'Avorio                                                       | 0 – 0 dts (9 - 8 dtr)                                                | Ghana                                                                | Coppa d'Africa 2015 - Finale                                         | -                                                                    | 116’                                                                 |
| 28-3-2015                                                            | Le Havre                                                             | Ghana                                                                | 1 – 2                                                                | Senegal                                                              | Amichevole                                                           | -                                                                    | 65’                                                                  |
| 31-3-2015                                                            | Parigi                                                               | Ghana                                                                | 1 – 1                                                                | Mali                                                                 | Amichevole                                                           | -                                                                    | 81’                                                                  |
| 8-6-2015                                                             | Accra                                                                | Ghana                                                                | 1 – 0                                                                | Togo                                                                 | Amichevole                                                           | -                                                                    | 46’                                                                  |
| 24-3-2016                                                            | Accra                                                                | Ghana                                                                | 3 – 1                                                                | Mozambico                                                            | Qual. Coppa d'Africa 2017                                            | 1                                                                    | 46’                                                                  |
| 5-6-2016                                                             | Belle Vue Maurel                                                     | Mauritius                                                            | 0 – 2                                                                | Ghana                                                                | Qual. Coppa d'Africa 2017                                            | -                                                                    | 80’                                                                  |
| 3-9-2016                                                             | Maputo                                                               | Ghana                                                                | 0 – 0                                                                | Ruanda                                                               | Qual. Coppa d'Africa 2017                                            | -                                                                    |                                                                      |
| 6-9-2016                                                             | Mosca                                                                | Russia                                                               | 1 – 0                                                                | Ghana                                                                | Amichevole                                                           | -                                                                    | 78’                                                                  |
| 7-10-2016                                                            | Tamale                                                               | Ghana                                                                | 0 – 0                                                                | Uganda                                                               | Qual. Mondiali 2018                                                  | -                                                                    | 78’                                                                  |
| 11-10-2016                                                           | Durban                                                               | Sudafrica                                                            | 1 – 1                                                                | Ghana                                                                | Amichevole                                                           | -                                                                    | 78’                                                                  |
| 17-1-2017                                                            | Port-Gentil                                                          | Ghana                                                                | 1 – 0                                                                | Uganda                                                               | Coppa d'Africa 2017 - 1º turno                                       | -                                                                    | 39’                                                                  |
| 21-1-2017                                                            | Port-Gentil                                                          | Ghana                                                                | 1 – 0                                                                | Mali                                                                 | Coppa d'Africa 2017 - 1º turno                                       | -                                                                    |                                                                      |
| 29-1-2017                                                            | Woleu-Ntem                                                           | RD del Congo                                                         | 1 – 2                                                                | Ghana                                                                | Coppa d'Africa 2017 - Quarti di finale                               | -                                                                    |                                                                      |
| 2-2-2017                                                             | Franceville                                                          | Camerun                                                              | 2 – 0                                                                | Ghana                                                                | Coppa d'Africa 2017 - Semifinale                                     | -                                                                    |                                                                      |
| 29-6-2017                                                            | Houston                                                              | Messico                                                              | 1 – 0                                                                | Ghana                                                                | Amichevole                                                           | -                                                                    |                                                                      |
| 1-7-2017                                                             | East Hartford                                                        | Stati Uniti                                                          | 2 – 1                                                                | Ghana                                                                | Amichevole                                                           | -                                                                    | 71’                                                                  |
| 7-10-2017                                                            | Kampala                                                              | Uganda                                                               | 0 – 0                                                                | Ghana                                                                | Qual. Mondiali 2018                                                  | -                                                                    | 86’                                                                  |
| 30-5-2018                                                            | Yokohama                                                             | Giappone                                                             | 0 – 2                                                                | Ghana                                                                | Amichevole                                                           | -                                                                    | 64’                                                                  |
| 7-6-2018                                                             | Reykjavík                                                            | Islanda                                                              | 2 – 2                                                                | Ghana                                                                | Amichevole                                                           | -                                                                    | 69’ 76’                                                              |
| Totale                                                               |                                                                      | Presenze                                                             | 23                                                                   |                                                                      | Reti                                                                 | 2                                                                    |                                                                      |

## Palmarès

### Club

#### Competizioni nazionali
- Campionato belga: 3 
  - Anderlecht: 2012-2013, 2013-2014, 2016-2017
- Supercoppa del Belgio: 3 
  - Anderlecht: 2012, 2013, 2014
- Thai FA Cup: 1 
  - Buriram: 2012
- Thai League Cup: 1 
  - Buriram: 2013

#### Competizioni giovanili
- Torneo di Viareggio: 1 
  - Anderlecht: 2013